# Hodoňovice
Hodoňovice (niem. Swermwermsdorf, Hodonowitz,) – wieś i gmina katastralna w południowo-zachodniej części gminy Baszka, w powiecie Frydek-Mistek, w kraju morawsko-śląskim, w Czechach. Powierzchnia 304,536 ha, w 2001 liczba mieszkańców wynosiła 598, zaś w 2012 odnotowano 282 adresy.
Z końca XIV wieku pochodzą wzmianki o opuszczonej wsi Quittendorf. W 1402 okolica, w tym między innymi osada Quittenow, zostały wydzierżawione przez cieszyńskich Piastów. Jako odnowiona wieś pod obecną nazwą raz pierwszy wzmiankowane w 1577. Położone są na lewym brzegu Ostrawicy, w etnograficznym regionie Lasko (Laszczyzna), w granicach Moraw. Z miejscowościami Baszka i Kunčičky u Bašky połączone zostały w 1960 roku.